# Minuartia filiorum
Minuartia filiorum är en nejlikväxtart som först beskrevs av Bassett Maguire, och fick sitt nu gällande namn av J. Mcneill. Minuartia filiorum ingår i släktet nörlar, och familjen nejlikväxter. Inga underarter finns listade i Catalogue of Life.